# FDGB-Pokal 1971/72
Der 21. Wettbewerb um den FDGB-Fußballpokal wurde in der Saison 1971/1972 durchgeführt.
Der DDR-weite Pokalwettbewerb begann mit der I. Hauptrunde, an der aus der Spielzeit 1970/71 die 15 Bezirkspokalsieger,  27 Mannschaften der zweitklassigen DDR-Liga und die zwei Oberligaabsteiger beteiligt waren. Der DDR-Ligist Chemie Glauchau hatte ein Freilos. Alle Spiele wurden in einer einfachen Runde durchgeführt, bei unentschiedenem Ausgang verlängert und ggf. danach durch ein Elfmeterschießen entschieden.
Nach einer Zwischenrunde mit zehn ausgelosten Mannschaften griffen die 14 Oberligamannschaften in der II. Hauptrunde in das Pokalgeschehen ein. Von den ursprünglich 15 Bezirkspokalsiegern waren dort nur noch Vorwärts Neubrandenburg und Wismut Pirna-Copitz vertreten, schieden aber beide aus. Dagegen schafften alle Oberligavertreter den Einzug in das Achtelfinale, ebenso wie die DDR-Ligisten Rot-Weiß Erfurt und Vorwärts Meiningen, die jedoch nicht unter die letzten Acht kamen.
Im Viertelfinale schieden sowohl der neue Meister 1. FC Magdeburg wie auch der Pokalfinalist des Vorjahres BFC Dynamo aus. Der Pokalverteidiger Dynamo Dresden erreichte erneut das Endspiel, wo er auf den FC Carl Zeiss Jena traf.

## I. Hauptrunde
Die Spiele fanden am 11./15. August 1971 statt.
|                                   | Ergebnis           |                                   |
| --------------------------------- | ------------------ | --------------------------------- |
| BSG Stahl Eisenhüttenstadt *      | 2:0                | BSG KKW Nord Greifswald           |
| BSG Wismut Pirna-Copitz *         | 3:2                | BSG Wismut Gera                   |
| BSG Chemie Schwarza *             | 00:11              | FC Rot-Weiß Erfurt                |
| BSG Motor Schwerin *              | 1:2                | BSG Stahl Brandenburg             |
| BSG KKW Nord Greifswald II *      | 0:0 n. V. (1:4 E.) | BSG Post Neubrandenburg           |
| ASG Vorwärts Neubrandenburg *     | 3:2                | FC Hansa Rostock II               |
| BSG Motor Hennigsdorf *           | 0:3                | SG Dynamo Schwerin                |
| TSG Stollberg *                   | 0:1                | SG Dynamo Dresden II              |
| BSG EAB 47 Lichtenberg *          | 4:1                | TSG Wismar                        |
| BSG Motor/Vorwärts Oschersleben * | 1:2                | Berliner FC Dynamo II             |
| BSG Aktivist Schwarze Pumpe *     | 2:3 n. V.          | FC Vorwärts Frankfurt/Oder II     |
| BSG Chemie Bitterfeld *           | 1:3 n. V.          | BSG Lokomotive Stendal            |
| BSG Motor Weimar *                | 1:1 n. V. (4:5 E.) | ASG Vorwärts Meiningen            |
| BSG Motor Grimma *                | 0:1                | BSG Motor Wema Plauen             |
| BSG Motor ESKA Hildburghausen *   | 0:3                | BSG Sachsenring Zwickau II        |
| SG Dynamo Eisleben                | 1:3                | BSG Chemie Leipzig                |
| FSV Lokomotive Dresden            | 1:2                | BSG Energie Cottbus               |
| BSG Motor Steinach                | 1:0                | BSG Chemie Wolfen                 |
| BSG Chemie Böhlen                 | 2:1                | FC Carl Zeiss Jena II             |
| ASG Vorwärts Cottbus              | 2:0                | BSG Motor Warnowwerft Warnemünde  |
| BSG Chemie Leipzig II             | 1:3                | Hallescher FC Chemie II           |
| BSG Motor Nordhausen West         | 3:1                | BSG Aktivist Kali Werra Tiefenort |
| BSG Chemie Glauchau               | Freilos            |                                   |

## Ausscheidungsrunde
Die Spiele fanden am 2. Oktober 1971 statt.
|                        | Ergebnis  |                               |
| ---------------------- | --------- | ----------------------------- |
| BSG Stahl Brandenburg  | 0:2       | ASG Vorwärts Neubrandenburg * |
| BSG Lokomotive Stendal | 2:1       | BSG Stahl Eisenhüttenstadt *  |
| FC Rot-Weiß Erfurt     | 4:1       | BSG Motor Steinach            |
| SG Dynamo Dresden II   | 4:0       | BSG EAB 47 Lichtenberg        |
| BSG Energie Cottbus    | 2:3 n. V. | BSG Chemie Glauchau           |

## II. Hauptrunde
Die Spiele fanden am 20./21. November 1971 statt.
|                               | Ergebnis  |                          |
| ----------------------------- | --------- | ------------------------ |
| ASG Vorwärts Neubrandenburg * | 1:2       | FC Hansa Rostock         |
| BSG Wismut Pirna-Copitz *     | 0:4       | BSG Wismut Aue           |
| ASG Vorwärts Cottbus          | 0:2       | SG Dynamo Dresden        |
| BSG Lokomotive Stendal        | 1:4       | ASG Vorwärts Stralsund   |
| Berliner FC Dynamo II         | 0:1       | BSG Stahl Riesa          |
| FC Vorwärts Frankfurt/Oder II | 0:2 n. V. | 1. FC Lokomotive Leipzig |
| BSG Sachsenring Zwickau II    | 0:3       | FC Carl Zeiss Jena       |
| BSG Chemie Glauchau           | 1:3       | Hallescher FC Chemie     |
| SG Dynamo Dresden II          | 2:3       | 1. FC Union Berlin       |
| BSG Motor WeMa Plauen         | 1:2       | BSG Sachsenring Zwickau  |
| BSG Post Neubrandenburg       | 1:2       | Berliner FC Dynamo       |
| BSG Chemie Böhlen             | 0:2       | FC Karl-Marx-Stadt       |
| BSG Motor Nordhausen West     | 2:8       | 1. FC Magdeburg          |
| SG Dynamo Schwerin            | 5:6 n. V. | FC Vorwärts Frankfurt/O. |
| Hallescher FC Chemie II       | 0:2       | FC Rot-Weiß Erfurt       |
| ASG Vorwärts Meiningen        | 1:0       | BSG Chemie Leipzig       |

## Achtelfinale
Die Spiele fanden am 5./6. Februar 1972 statt.
|                          | Ergebnis  |                          |
| ------------------------ | --------- | ------------------------ |
| FC Rot-Weiß Erfurt       | 0:1 n. V. | SG Dynamo Dresden        |
| Berliner FC Dynamo       | 6:0       | ASV Vorwärts Meiningen   |
| BSG Stahl Riesa          | 2:3       | FC Vorwärts Frankfurt/O. |
| Hallescher FC Chemie     | 2:4       | FC Karl-Marx-Stadt       |
| 1. FC Lokomotive Leipzig | 1:3       | FC Carl Zeiss Jena       |
| 1. FC Union Berlin       | 1:3       | 1. FC Magdeburg          |
| BSG Wismut Aue           | 4:0       | ASG Vorwärts Stralsund   |
| FC Hansa Rostock         | 2:3       | BSG Sachsenring Zwickau  |

## Viertelfinale
Die Spiele fanden am 12. April 1972 statt.
|                          | Ergebnis  |                    |
| ------------------------ | --------- | ------------------ |
| FC Vorwärts Frankfurt/O. | 1:3       | SG Dynamo Dresden  |
| BSG Wismut Aue           | 2:5 n. V. | FC Carl Zeiss Jena |
| BSG Sachsenring Zwickau  | 1:0       | 1. FC Magdeburg    |
| FC Karl-Marx-Stadt       | 1:0       | Berliner FC Dynamo |

## Halbfinale
Die Spiele fanden am 29. April 1972 statt.
|                    | Ergebnis |                         |
| ------------------ | -------- | ----------------------- |
| SG Dynamo Dresden  | 5:2      | BSG Sachsenring Zwickau |
| FC Carl Zeiss Jena | 1:0      | FC Karl-Marx-Stadt      |

## Finale

### Statistik
| Paarung            | FC Carl Zeiss Jena – SG Dynamo Dresden |
| Ergebnis           | 2:1 (1:1) |
| Datum              | 14. Mai 1972 |
| Stadion            | Zentralstadion, Leipzig |
| Zuschauer          | 20.000 |
| Schiedsrichter     | Günter Männig (Böhlen) |
| Tore               | 0:1 Dörner (22.) 1:1 P. Ducke (45.) 2:1 P. Ducke (55.) |
| FC Carl Zeiss Jena | Wolfgang Blochwitz – Peter Rock – Gerhard Hoppe, Konrad Weise, Lothar Kurbjuweit – Harald Irmscher, Martin Goebel, Rainer Schlutter – Norbert Schumann (66. Dieter Scheitler), Peter Ducke, Eberhard Vogel Cheftrainer: Hans Meyer                  |
| SG Dynamo Dresden  | Claus Boden – Joachim Kern – Frank Ganzera, Klaus Sammer, Siegmar Wätzlich – Reinhard Häfner (75. Horst Rau), Hans-Jürgen Dörner, Hans-Jürgen Kreische – Gert Heidler, Eduard Geyer, Rainer Sachse (46. Frank Richter) Cheftrainer: Walter Fritzsch |

### Spielverlauf

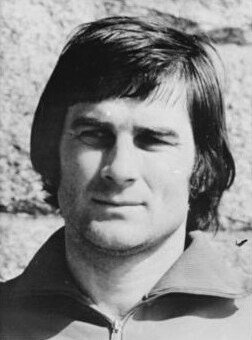
Peter Ducke, zweifacher Jenaer Torschütze

Beim Dritten (Dresden) gegen den Vierten der abgelaufenen Oberliga-Saison gab es keinen ausgesprochenen Favoriten, wenn man davon absieht, dass die Dresdner mit 59 Treffern die Meisterschaft als torhungrigste Mannschaft abgeschlossen hatten. Überraschend blieb jedoch der erwartete Sturmlauf der Dynamos aus, der FC Carl Zeiss war die Mannschaft mit dem drangvolleren Spiel. Ihr Trainer Hans Meyer bot drei Stürmer auf und hatte die Mittelfeldreihe offensiv eingestellt. Hier stach besonders der erst 19-jährige Martin Goebel heraus, der den Dresdner Regisseur Kreische völlig abmeldete. Während die Jenaer Angriff auf Angriff vor das gegnerische Tor brachten, fanden die Dresdner nicht zu ihrem Spiel. So fiel deren Führungstor in der 22. Minute durch ihren bisher besten Spieler Dörner etwas überraschend. Die Zeiss-Städter blieben davon jedoch unbeeindruckt und behielten ihre offensive Spielweise bei, die zunehmend auch von der eigenen Abwehr unterstützt wurde. So sorgte zum Beispiel Linksverteidiger Kurbjuweit mit seinen blitzschnellen Vorstößen mehrfach für Gefahr im Dresdner Strafraum. Kurz vor der Halbzeitpause wurde Jenas Sturmlauf endlich belohnt, als Peter Ducke nach einer hervorragenden Ballstafette über vier Stationen den Ausgleich erzielte. Neun Minuten nach Wiederanpfiff war es erneut Ducke, der seine Mannschaft in Führung schoss. Fast aus dem Stand spielte er die Dresdner Sammer und Kern aus und verwandelte aus 13 Metern mit einem Aufsetzerball. Anschließend bemühten sich die Jenaer, ihren Vorsprung auszubauen, scheiterten dabei aber eher an sich selbst als am Gegner, der nach wie vor sein Spiel nicht fand. Hin und wieder gelang es den Dresdnern noch, Angriffe vor das Jenaer Tor zu bringen und dort für etwas Unruhe zu sorgen, letztlich waren ihre Bemühungen jedoch zu harmlos. Jena hingegen behielt den Spielfaden in der Hand und konnte so das knappe Ergebnis bis zum Schlusspfiff verteidigen.
Trainer Hans Meyer (Jena): „Unsere Mannschaft hat sich im rechten Augenblick gesteigert. Die Spieler ließen sich von der Bedeutung der Begegnung nervlich nicht negativ beeindrucken, sondern fanden im Gegenteil gerade dadurch zur wohl besten Leistung dieser Saison.“

Trainer Walter Fritzsch (Dresden): „Der K.o. kam mit dem Ausgleich Sekunden vor dem Pausenpfiff. Jena hat ein sehr gutes Spiel gemacht. Sachse und Häfner konnten bei uns in Angriff und Mittelfeld wichtige Aufgaben nicht wie vorgesehen erfüllen. Sie haben sich durch die starke Gegenwirkung zu sehr beeindrucken lassen.“ (Zitate n. Deutsches Sportecho, 15. Mai 1972)